# Астурийский боулинг
Астурийский боулинг — разновидности боулинга, в которые играют в основном в Астурии (Испания).

## История
Первые известия о боулинге в Астурии, одном из старейших в Испании, относятся к 1495 году. Речь идёт об иске, поданом Алонсо де Кинтанильей, главным бухгалтером Католических королей, против писателя Нуньо Бернальдо де Кироса, за порчу герба во время игры в боулинг, которая проводилась на площадке в Сан-Франциско-де-Овьедо (San Francisco de Oviedo). Благодаря этому документу известно, что кегли назывались byrlos и что ставки были обычным делом во время игр.
В течение 19-го и начала 20-го века астурийский боулинг стал самым распространённым видом деятельности в сельских районах региона.
Популярность астурийского боулинга растёт в течение 20-го века. Была создана Астурийская федерация боулинга, которая была распущена во время гражданской войны в Испании. После окончания войны, соревнования были реорганизованы, и в 1962 году была восстановлена Федерация.
В настоящее время из-за эмиграции из сельской местности некоторые разновидности боулинга вышли из употребления. Несмотря на эмиграцию, интерес к традиционной культуре помогает сохранить игру, особенно в наиболее популярных вариациях, таких как куатреада, бирле или боло сельта.

## Вариации

Зоны поля и элементы боло пальма:
1. Зона броска
2. Лента
3. Эмбок
4. Средняя линия

Существуют различные варианты правил игры, наиболее распространённые в разных частях региона. Они отличаются формой кеглей, расстоянием подачи, наличием второй позиции для, наличием полос, указывающих, где должен проходить шар. Размер кеглей и шара так же отличается.

### Куатреада(Cuatreada)
Самая распространённая вариация Астурийского боулинга, в основном играемая в центре и на востоке Астурии.
Размер площадки 25х5 метров. Шар бросается с 19,5 или 20 метров. Шар деревянный. Играется индивидуально или командами до 4 человек.

### Боло пальма(Bolo palma)

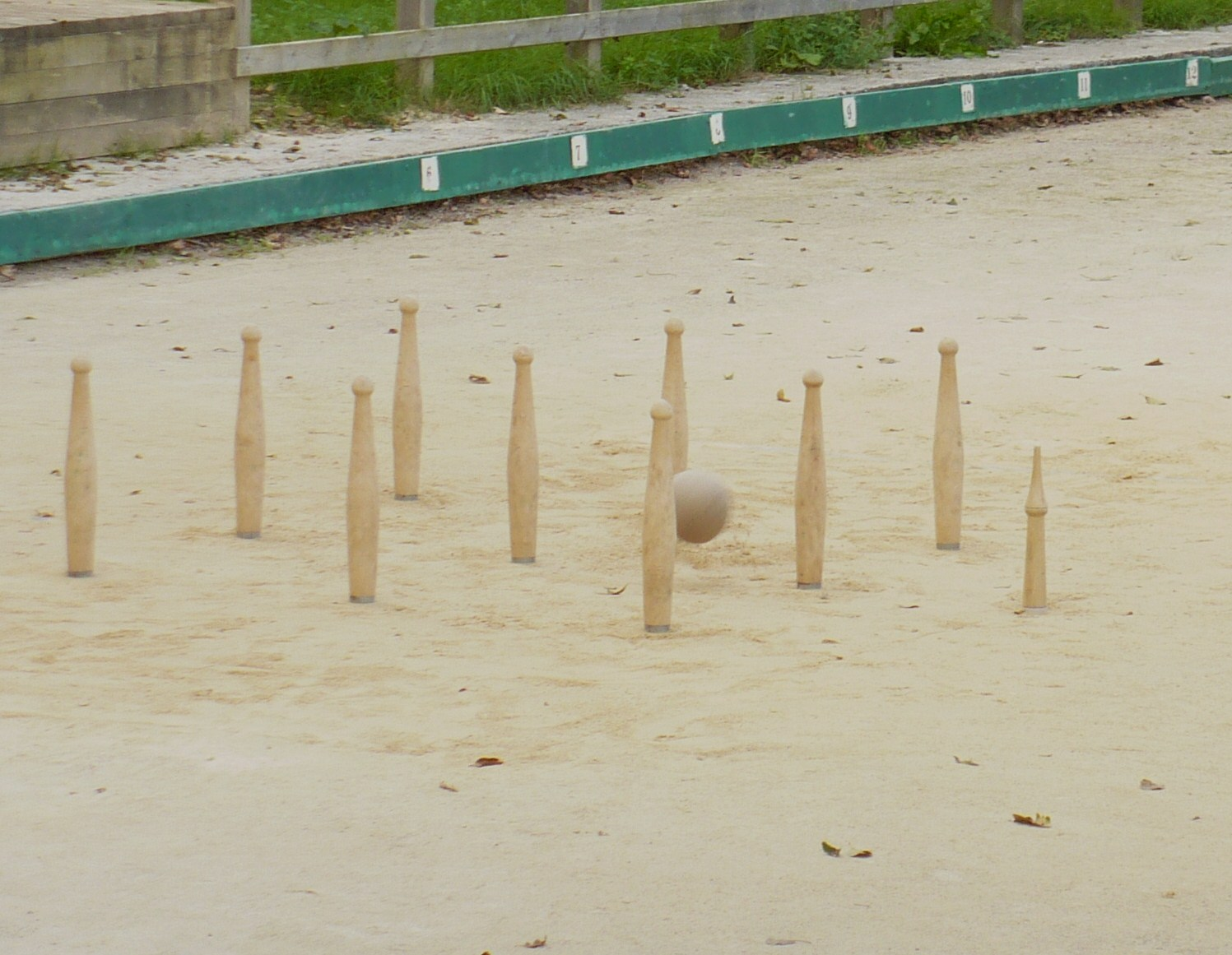
Кегли, эмбок (справа) и шар

Распространён на востоке Астурии и в Кантабрии. Правила игры были разработаны в 1941 году.
Шар деревянный. 9 кеглей, высотой 45 сантиметров, устанавливаются квадратом, на средней линии кегля поменьше Эмбок (Emboque). Её расположение (слева или справа) определяет в какую сторону должен быть закручен шар.
Каждая игра состоит из двух фаз:
1. Тиро (Tiro): Игрок совершает бросок касаясь ногой отметки в зоне броска (Tiro). Отметки располагаются друг от друга на расстоянии в 1 метр. Количество отметок и их расстояние от кеглей зависит от возраста игроков и их игровых качеств. После трёх бросков игрок переходит в зону Бирле (Birle)
2. Бирле (Birle): игрок бросает шары из зоны Бирле с того места, где они остановились после бросков в фазе Тиро.

После каждого броска кегли возвращаются в исходную позицию. За каждую сбитую кеглю даётся по одному очку. В случае, если сбита только центральная, то даётся два очка.

### Боло батьенте(Bolo batiente)
Вариация, распространённая на центрально-западной части Астурии (преобладает на побережье).
На площадке компактной коробочкой устанавливается 14 или 15 41,5 сантиметровых кегель. Шар диаметром 14-18 сантиметров и массой от 3 до 5 килограммов. В конце площадки стоит стоит округлая стена, ограничивающая зону сьебо (ciebo). Очки засчитываются в зависимости от того, в какой зоне окажутся выбитые кегли. В зоне сьебо — 50 очков; на полосе 14 (raya de catorce) — 10 очков; остальные выбитые кегли приносят по одному очку. Индивидуальная игра проводится до 2000 очков, командная — до 3000.

### Боло сельта(Bolo celta)

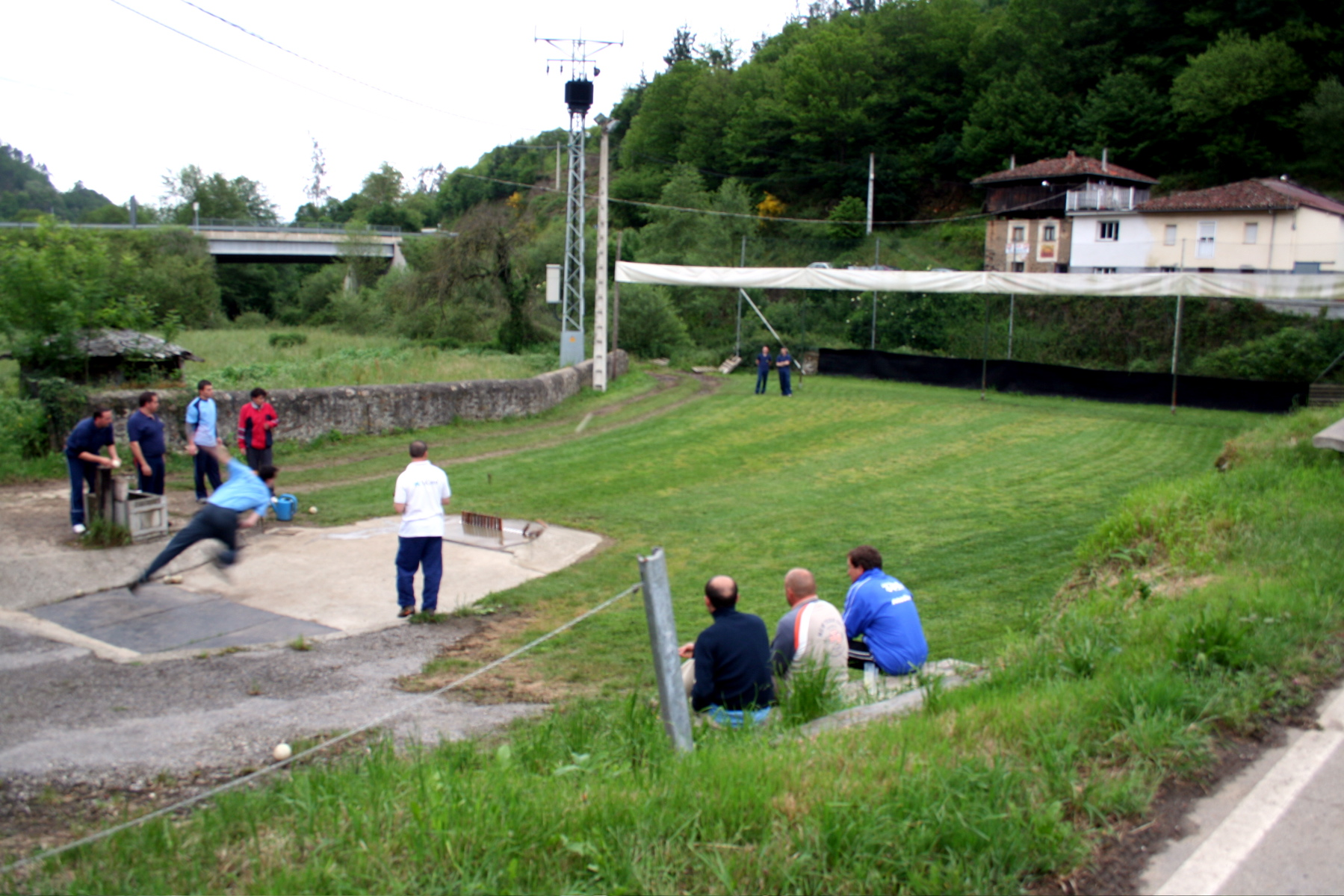
Матч в тинейский боулинг

Так же называется Тинейским боулингом (Bolos de Tinéo).
15 цилиндрических кеглей устанавливается в ряд перпендикулярно броску. Бросок совершается с 6 метров. Задача выбить кегли как можно дальше. Очки начисляются в зависимости от количества выбитых кегелей и расстояния, на которое они отлетели. дальше 15 метров (считает от зоны броска) — 10 очков; дальше 25 метров — 20 очков; дальше 35 метров — 60 очков.